# Alex Txikon
Alex Txikon (Lemona, Vizcaya, 12 de diciembre de 1981) es un alpinista y aizkolari.

## Trayectoria
Ascendió con éxito once de los catorce ochomiles, dos de ellos por primera vez en invierno sin oxígeno suplementario, y ha participado en más de 30 expediciones.
En el año 2013 realiza la primera ascensión invernal (Primera invernal) al Laila Peak (6.096m) junto con José M. Fernández, en una expedición que completaban Juanjo San Sebastián, Ramón Portilla, cerraban el equipo Sebastián Álvaro y Mariano Izquierdo.
En el año 2016 acompañado por Simone Moro, Tamara Lunger y Ali Sadpara completó la primera ascensión invernal al Nanga Parbat, apodada la montaña asesina por el alto índice de mortalidad entre los que intentan ascenderla. 
En 2019 emprende una expedición con el objetivo de ser la primera persona en alcanzar la cima del K2 en invierno en la que destaca la construcción de iglús en los campamentos en lugar de utilizar tiendas de campaña.
Además de alpinista, es aizkolari y también ha practicado salto BASE, en el año 2013 obtuvo el récord de España de Salto BASE al realizar el salto desde 3200 metros, un espectacular salto desde el Pico Veleta, en Granada junto con Patrick Gisasola y Darío Barrio.

### Ascensiones de ochomiles
- 2023: el seis de enero de 2023 logra el ascenso por primera vez en invierno sin oxígeno de la octava montaña más alta del planeta, el Manaslu. Acompañado de sus compañeros los sherpas alcanza la cima a las 09:30 hora local logrando otro gran hito para el alpinismo vasco.
- 2019: Después de un gran anuncio en Bilbao sobre la nueva expedición al K2 invernal, único ochomil aún virgen en invierno, Txikon decide emprender su nueva aventura al K2 en las laderas del Karakorum utilizando una técnica jamás antes empleada en el alpinismo invernal: los iglús.
- 2018: Txikon vuelve a intentar el Everest sin oxígeno invernal pero se ven obligados a abandonar por el frío extremo y el mal tiempo.
- 2017: Txikon hace un intento invernal sin oxígeno artificial al Everest, pero acaba por renunciar debido sobre todo a las dificultades meteorológicas.[2]
- 2016: Nanga Parbat (Primera invernal)
- 2013: Lhotse
- 2011: Gasherbrum I y Gasherbrum II enlazando las dos cumbres en 8 días y emulando la gesta de Reinhold Messner en 1984, registrada por Werner Herzog en su documental Gasherbrum - Der Leuchtende Berg[3] ("Gasherbrum la Montaña Luminosa"). La ascensión de Txikon también quedó registrada en el documental Aizkora hotsak goi mendietan.
- 2010: Annapurna y Shisha Pangma
- 2009: Shisha Pangma
- 2008: Dhaulagiri y Manaslu
- 2007: Shisha Pangma
- 2004: Cho Oyu y Makalu
- 2003: Broad Peak